# Erney Plessmann de Camargo
Erney Felicio Plessmann de Camargo (Campinas, 20 de abril de 1935 – São Paulo, 3 de março de 2023) foi um médico parasitologista, pesquisador e professor universitário brasileiro.
Comendador e Grande oficial da Ordem Nacional do Mérito Científico e membro titular da Academia Brasileira de Ciências, Erney era professor emérito da Universidade de São Paulo e professor titular da Escola Paulista de Medicina da Universidade Federal de São Paulo (Unifesp).
Membro honorário da Academia Nacional de Medicina, Erney era reconhecido pela pesquisa de doenças negligenciadas e como um dos maiores pesquisadores em malária do mundo. Era ainda pesquisador emérito da Fundação Oswaldo Cruz, especialista em doença de Chagas.
Foi pró-reitor de Pesquisa da USP nas gestões reitorais de José Goldemberg e Roberto Leal Lobo e Silva Filho e presidente do Conselho Nacional de Desenvolvimento Científico e Tecnológico (CNPq) no período de 2003 a 2007.
Era também o atual diretor presidente da Fundação Conrado Wessel.

## Biografia
Erney Camargo nasceu em Campinas, em 1935. Era filho de Felicio Edgard de Camargo Cruz e Mary Marcondes Plessmann de Camargo. Ingressou na faculdade de medicina da USP em 1953, começando seu trabalho científico logo no segundo ano de curso, no Departamento de Parasitologia liderado por Samuel Pessoa. Na época, a maioria dos médicos saía da faculdade e ia diretamente para os consultórios. O trabalho de professores como Pessoa levou a uma mudança de mentalidade, na esperança de formar médicos que também eram pesquisadores, de maneira a diminuir as mazelas da população pobre brasileira.

## Carreira
Formado em 1959, Erney estagiou por um ano no Instituto Butantan, como bolsista da Capes, supervisionado por Sebastião Baeta Henriques, estudando biossíntese de proteínas. Em 1961, a convite de Leônidas de Mello Deane, que ocupava a regência do Departamento de Parasitologia, ingressou como auxiliar de ensino no quadro docente da Faculdade de Medicina da USP. Foi fortemente influenciado pelo trabalho de outros professores, sendo que seus primeiros trabalhos foram sobre a bioquímica de protozoários parasitas em colaboração com Luiz Hildebrando Pereira da Silva. Seu primeiro trabalho independente, publicado em 1964 sobre o crescimento e diferenciação do Trypanosoma cruzi, ainda hoje é citado na literatura científica internacional.
Após o golpe militar de 1964, junto de outros pesquisadores, e por ser ligado ao Partido Comunista Brasileiro, Erney foi demitido e emigrou para os Estados Unidos, onde permaneceu por cinco anos na Universidade de Wisconsin-Madison, trabalhando com Walter Plaut e D. R. Sonneborn.
Retornando ao Brasil em 1969, Erney obteve o título de doutor pela Faculdade de Medicina de Ribeirão Preto ao apresentar a tese Biossíntese de glicogênio em Blastocladiella emersonii, cujo orientador foi José Moura Gonçalves.
A convite de José Leal Prado de Carvalho, em 1970, Erney ingressou na Escola Paulista de Medicina, onde atuou como professor e chefe de departamento. Em 1979, defendeu tese de livre-docência no Departamento de Bioquímica da USP (1979) e estágio de pós-doutorado no Instituto Pasteur, na França (1984). Retornou à USP em 1985 como professor titular do Instituto de Ciências Biomédicas (ICB), do qual foi chefe do Departamento de Parasitologia e seu vice-diretor.
Ainda na USP, entre 1988 e 1993, ocupou o cargo de pró-reitor de pesquisa. Foi membro do Conselho Deliberativo do Conselho Nacional de Desenvolvimento Científico e Tecnológico de 1986 a 1989 e seu presidente entre 2003 e 2007. Foi membro de vários órgãos e entidades, como Academia de Ciências para o Mundo em Desenvolvimento, da Sociedade Brasileira de Parasitologia, da Sociedade Brasileira de Bioquímica, da Sociedade Brasileira de Protozoologia e da Academia Brasileira de Ciências, entre outras.
Recebeu diversas honrarias, como os títulos de professor emérito do ICB (2005) e da Faculdade de Medicina (2008) da USP, a Ordem do Ipiranga, no grau Grã-Cruz (2006), a Ordem Nacional do Mérito Científico, nos graus de Comendador (1998) e Grã-Cruz (2002), e o prêmio LAFI de Medicina (1980).

## Vida pessoal
Erney era casado com Marisis Aranha Camargo, professora universitária na área de literatura inglesa, com quem teve quatro filhos: Marcelo, Fernando, Eduardo e Anamaria.

## Morte
Erney morreu em 3 de março de 2023, aos 87 anos, na capital paulista, após complicações decorrentes de uma cirurgia na coluna.